# Cheshire (ser)

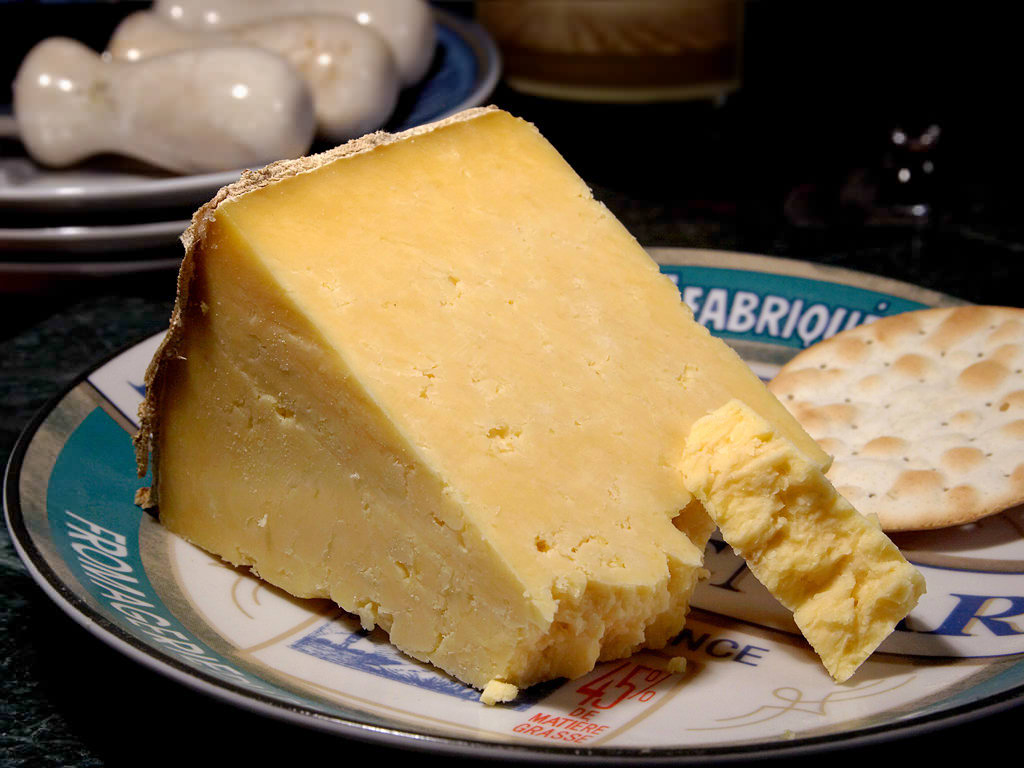
Ser cheshire

Cheshire – rodzaj sera, który produkowany jest z krowiego mleka. Produkowany jest w Anglii w hrabstwie Cheshire (stąd nazwa) oraz w czterech sąsiednich hrabstwach: dwóch w Walii (Denbighshire i Flintshire) oraz dwóch w Anglii (Shropshire i Staffordshire). Zaliczany do serów półtwardych, podpuszczkowych oraz dojrzewających. Ser cheshire jest serem o delikatnym oraz łagodnym smaku.